# Đội tuyển bóng đá bãi biển quốc gia Hà Lan
Đội tuyển bóng đá bãi biển quốc gia Hà Lan đại diện Hà Lan ở các giải thi đấu bóng đá bãi biển quốc tế và được điều hành bởi KNVB, cơ quan quản lý bóng đá ở Hà Lan.

## Thành tích thi đấu

### Vòng loại giải vô địch bóng đá bãi biển thế giới khu vực châu Âu
| Thành tích Vòng loại giải vô địch bóng đá bãi biển thế giới | Thành tích Vòng loại giải vô địch bóng đá bãi biển thế giới | Thành tích Vòng loại giải vô địch bóng đá bãi biển thế giới | Thành tích Vòng loại giải vô địch bóng đá bãi biển thế giới | Thành tích Vòng loại giải vô địch bóng đá bãi biển thế giới | Thành tích Vòng loại giải vô địch bóng đá bãi biển thế giới | Thành tích Vòng loại giải vô địch bóng đá bãi biển thế giới | Thành tích Vòng loại giải vô địch bóng đá bãi biển thế giới | Thành tích Vòng loại giải vô địch bóng đá bãi biển thế giới | Thành tích Vòng loại giải vô địch bóng đá bãi biển thế giới | Thành tích Vòng loại giải vô địch bóng đá bãi biển thế giới |
| Năm                                                         | Vòng                                                        | St                                                          | W                                                           | WE                                                          | WP                                                          | B                                                           | BT                                                          | BB                                                          | HS                                                          | Đ                                                           |
| ----------------------------------------------------------- | ----------------------------------------------------------- | ----------------------------------------------------------- | ----------------------------------------------------------- | ----------------------------------------------------------- | ----------------------------------------------------------- | ----------------------------------------------------------- | ----------------------------------------------------------- | ----------------------------------------------------------- | ----------------------------------------------------------- | ----------------------------------------------------------- |
| 2008                                                        | -                                                           | 3                                                           | 0                                                           | 0                                                           | 1                                                           | 2                                                           | 10                                                          | 13                                                          | -3                                                          | 1                                                           |
| 2009                                                        | -                                                           | 4                                                           | 2                                                           | 0                                                           | 0                                                           | 2                                                           | 16                                                          | 17                                                          | -1                                                          | 6                                                           |
| 2011                                                        | -                                                           | 4                                                           | 2                                                           | 0                                                           | 0                                                           | 2                                                           | 12                                                          | 17                                                          | -5                                                          | 6                                                           |
| 2013                                                        | -                                                           | 8                                                           | 5                                                           | 0                                                           | 1                                                           | 2                                                           | 31                                                          | 24                                                          | +7                                                          | 16                                                          |
| 2015                                                        | -                                                           | -                                                           | -                                                           | -                                                           | -                                                           | -                                                           | -                                                           | -                                                           | -                                                           | -                                                           |
| 2017                                                        | -                                                           | 3                                                           | 1                                                           | 0                                                           | 0                                                           | 2                                                           | 4                                                           | 17                                                          | -13                                                         | 3                                                           |
| Tổng cộng                                                   | 5/6                                                         | 22                                                          | 10                                                          | 0                                                           | 2                                                           | 10                                                          | 73                                                          | 88                                                          | -15                                                         | 32                                                          |

## Đội hình hiện tại
Chính xác tính đến tháng 7 năm 2016
Ghi chú: Quốc kỳ chỉ đội tuyển quốc gia được xác định rõ trong điều lệ tư cách FIFA. Các cầu thủ có thể giữ hơn một quốc tịch ngoài FIFA.
| Số | VT | Quốc gia | Cầu thủ        |
| -- | -- | -------- | -------------- |
| 1  | TM |          | Reinier Elias  |
| 2  | HV |          | Rob Dietvorst  |
| 4  | HV |          | Michael Wolf   |
| 5  | TV |          | Wesley Donkers |
| 6  | TĐ |          | Nick de Wit    |

| Số | VT | Quốc gia | Cầu thủ         |
| -- | -- | -------- | --------------- |
| 7  | TĐ |          | Rick Donker     |
| 8  | TĐ |          | Maurice Kampman |
| 9  | TV |          | Marc Timmer     |
| 10 | HV |          | Wilco van Drie  |
| 12 | TM |          | Mark Smith      |

Huấn luyện viên:  Matteo Marrucci

## Ban huấn luyện hiện tại
- Trợ lý kỹ thuật: Roël Liefden
- Huấn luyện viên đội bóng: Danny de Jong

## Thành tích
- Thành tích tốt nhất tại Giải vô địch bóng đá bãi biển thế giới: Hạng 8
  - 1995
- Thành tích tốt nhất tại Giải vô địch bóng đá bãi biển châu Âu: Á quân
  - 2008